# Gervasi Deferr Ángel
Gervasio Deferr Ángel (Premià de Mar, Maresme, 7 de novembre de 1980) és un exgimnasta artístic català, guanyador de tres medalles olímpiques, i posteriorment entrenador, aconseguint el guardó d'esportista català de l'any en 2000 i 2004. La seva família té arrels argentines.

## Carrera esportiva
Va començar a practicar la gimnàstica esportiva amb 5 anys, i tot i que sempre s'ha considerat que la seva millor prova era l'exercici de terra, es va convertir en el campió olímpic de salt masculí en els Jocs Olímpics d'Estiu de 2000 realitzats a Sydney (Austràlia) amb una puntuació de 9,712 punts (9,800 en el primer salt i 9,625 en el segon). Quatre anys més tard, en els Jocs Olímpics d'Estiu de 2004 realitzats a Atenes (Grècia), va repetir la gesta amb una puntuació de 9,737 punts (9,687 en el primer salt i 9,787 en el segon), a més de finalitzar quart en l'exercici de terra, guanyant així un diploma olímpic. Per celebrar aquestes dues medalles d'or es va tatuar als turmells els logotips d'ambdues Olimpíades.
En els Jocs Olímpics d'Estiu de 2008 realitzats a Pequín (República Popular de la Xina), els seus últims Jocs, va participar en el concurs complet per equips, quedant 11è i classificant-se amb la millor tercer marca per a la final de terra, en la qual va obtenir la medalla d'argent amb una puntuació de 15,775.
El 21 de gener de 2011 anuncià la seva retirada de la competició activa.
Després de la seva retirada va començar la seva tasca com a entrenador al Centre d'Alt Rendiment de Sant Cugat del Vallès i al Club Gimnàstica La Mina Gervasio Deferr de Sant Adrià de Besòs.

## Palmarès internacional
| Any  | Esdeveniment      | Lloc                       | Lloc | Disciplina     |
| ---- | ----------------- | -------------------------- | ---- | -------------- |
| 1999 | Campionat Mundial | Tianjin ( R.P. de la Xina) | 2n   | Terra          |
| 2000 | Jocs Olímpics     | Sydney ( Austràlia)        | 1r   | Salt de poltre |
| 2000 | Campionat Europeu | Bremen ( Alemanya)         | 2n   | Terra          |
| 2000 | Copa Mundial      | Glasgow ( Escòcia)         | 1r   | Terra          |
| 2000 | Copa Mundial      | Glasgow ( Escòcia)         | 2n   | Salt de poltre |
| 2002 | Campionat Mundial | Debrecen ( Hongria)        | 2n   | Terra          |
| 2004 | Jocs Olímpics     | Atenes ( Grècia)           | 1r   | Salt de poltre |
| 2007 | Campionat Mundial | Stuttgart ( Alemanya)      | 2n   | Terra          |
| 2008 | Jocs Olímpics     | Pequín ( R.P. de la Xina)  | 2n   | Terra          |